# Ars Amanda
Ars Amanda è stato un programma televisivo italiano di genere talk show, trasmesso ogni giovedì su Rai 3 nel 1989, alle 22:30.

## Il programma
Il programma era un talk show in seconda serata, girato su un letto, dove alcuni illustri personaggi confessavano il proprio immaginario più intimo ad Amanda Lear, sorta di sacerdotessa della fantasia erotica.
A cura di Sabina Gregoretti e con la regia del regista teatrale Marco Mattolini, raccolse le confidenze di personaggi dello spettacolo e della cultura quali Serena Grandi, Aldo Busi, Vittorio Sgarbi, Sergio Staino, Walter Zenga, Sergio Corbucci, Lina Wertmüller e Achille Bonito Oliva.